# Copa de la Liga de Portugal
La Copa de la Liga de Portugal (en portugués: Taça da Liga), también conocida como Allianz Cup por motivos comerciales, es un torneo de fútbol en Portugal, que inició su existencia en la temporada 2007-2008.  Al contrario que la copa doméstica, al campeón de la copa de la liga no se le otorga una plaza europea. 
En este torneo participan todos los clubes de la Primera y Segunda División del fútbol luso. El actual campeón es el Benfica, tras vencer en los penales al Sporting CP, el Benfica también con ocho conquistas es el club más exitoso de la competencia.

## Campeones
| Temporada | Campeón              | Resultado        | Subcampeón           | Estadio                              |
| --------- | -------------------- | ---------------- | -------------------- | ------------------------------------ |
| 2007-08   | Vitória Setúbal      | 0 - 0 (3–2 pen.) | Sporting de Portugal | Estádio Algarve, Faro                |
| 2008-09   | Benfica              | 1 - 1 (3–2 pen.) | Sporting de Portugal | Estádio Algarve, Faro                |
| 2009-10   | Benfica              | 3 - 0            | FC Porto             | Estádio Algarve, Faro                |
| 2010-11   | Benfica              | 2 - 1            | Paços de Ferreira    | Estadio Ciudad de Coímbra, Coímbra   |
| 2011-12   | Benfica              | 2 - 1            | Gil Vicente          | Estadio Ciudad de Coímbra, Coímbra   |
| 2012-13   | Sporting Braga       | 1 - 0            | FC Porto             | Estadio Ciudad de Coímbra, Coímbra   |
| 2013-14   | Benfica              | 2 - 0            | Rio Ave              | Estadio Dr. Magalhaes Pessoa, Leiría |
| 2014-15   | Benfica              | 2 - 1            | Marítimo             | Estadio Ciudad de Coímbra, Coímbra   |
| 2015-16   | Benfica              | 6 - 2            | Marítimo             | Estadio Ciudad de Coímbra, Coímbra   |
| 2016-17   | Moreirense           | 1 - 0            | Sporting Braga       | Estádio Algarve, Faro                |
| 2017-18   | Sporting de Portugal | 1 - 1 (5–4 pen.) | Vitória Setúbal      | Estadio Municipal, Braga             |
| 2018-19   | Sporting de Portugal | 1 - 1 (3–1 pen.) | FC Porto             | Estadio Municipal, Braga             |
| 2019-20   | Sporting Braga       | 1 - 0            | FC Porto             | Estadio Municipal, Braga             |
| 2020-21   | Sporting de Portugal | 1 - 0            | Sporting Braga       | Estadio Dr. Magalhães Pessoa, Leiría |
| 2021-22   | Sporting de Portugal | 2 - 1            | Benfica              | Estadio Dr. Magalhães Pessoa, Leiría |
| 2022-23   | FC Porto             | 2 - 0            | Sporting de Portugal | Estadio Dr. Magalhães Pessoa, Leiría |
| 2023-24   | Sporting Braga       | 1 - 1 (5–4 pen.) | Estoril              | Estadio Dr. Magalhães Pessoa, Leiría |
| 2024-25   | Benfica              | 1 - 1 (7–6 pen.) | Sporting de Portugal | Estadio Dr. Magalhães Pessoa, Leiría |

## Títulos por club
| Club               | Títulos | Subtítulos | Años campeón                                   |
| ------------------ | ------- | ---------- | ---------------------------------------------- |
| SL Benfica         | 8       | 1          | 2009, 2010, 2011, 2012, 2014, 2015, 2016, 2025 |
| Sporting de Lisboa | 4       | 4          | 2018, 2019, 2021, 2022                         |
| Sporting Braga     | 3       | 2          | 2013, 2020, 2024                               |
| FC Porto           | 1       | 4          | 2023                                           |
| Vitória Setúbal    | 1       | 1          | 2008                                           |
| Moreirense         | 1       | -          | 2017                                           |
| Marítimo           | -       | 2          | ---                                            |
| Rio Ave            | -       | 1          | ---                                            |
| Paços de Ferreira  | -       | 1          | ---                                            |
| Gil Vicente        | -       | 1          | ---                                            |
| Estoril            | -       | 1          | ---                                            |